# Нойенкирхен-Фёрден
Нойенкирхен-Фёрден (нем. Neuenkirchen-Vörden) — община в Германии, в земле Нижняя Саксония.
Входит в состав района Фехта. Население составляет 7964 человека (на 31 декабря 2010 года). Занимает площадь 90,85 км².
Коммуна подразделяется на 10 сельских округов.
| Год  | Население |
| ---- | --------- |
| 1990 | 6343      |
| 1995 | 6949      |
| 2000 | 7806      |
| 2005 | 8000      |
| 2010 | 7962      |